# دالي مابل
دالي مابل (بالإنجليزية: Dale Maple)‏ هو عسكري أمريكي، ولد في 1920، وتوفي في 2001.